# Petrojarl Banff
Die Petrojarl Banff war ein als Floating Production Storage and Offloading Unit bezeichnetes Schiff.
Das Schiff konnte bis zu 60.000 Barrel Öl am Tag aus 90 Meter Tiefe fördern. Einsatzgebiet war das 200 km östlich von Aberdeen in der Nordsee liegende Banff- und Kyle-Ölfeld. Das Produktionsschiff hatte ein besonderes, dreieckiges Design. Die Breite des Schiffes betrug etwa 45 % der Länge. Es war so konstruiert, dass es auch einen Jahrhundertsturm auf See überstehen konnte. Auf dem Ölförderfeld war die Petrojarl Banff mit einer revolverartigen Vorrichtung im vorderen Drittel des Schiffes mit zehn Drähten an Ankern am Meeresgrund positioniert.
Im Juni 2020 wurde die Ölförderung eingestellt und die Petrojarl Banff an der schottischen Küste aufgelegt. Im Januar 2021 wurde das Schiff dann zum Abwracken nach Frederikshavn verkauft.

## Spezifikation
- Feldbetreiber (Banff/Kyle Fields): CNR International (UK) Ltd.
- Schiffsdesign: Roar Ramde/PGS Offshore Technology
- Baubeginn im März 1997